# Move Your Body (My Darkest Days)
Move Your Body è il secondo singolo estratto dall'album omonimo dei My Darkest Days.

## Formazione
- Matt Walst – voce, chitarra ritmica
- Sal Coz Costa Bond – chitarra solista, cori
- Brendan McMillan – basso, cori
- Doug Oliver – batteria